# Dahlem (Renania Settentrionale-Vestfalia)
Dahlem  è un comune della Germania, nel sud della Renania Settentrionale-Vestfalia, appartenente al circondario di Euskirchen.
Comprende le frazioni di Baasem, Berk, Kronenburg e Schmidtheim, comuni autonomi fino al 1969.